# Matthew McGrory
Matthew McGrory (West Chester, Pennsylvania, 17 de mayo de 1973-Los Ángeles, 9 de agosto de 2005) fue un actor estadounidense conocido por ser el intérprete de mayor altura de la historia.

## Biografía

### Primeros años
McGrory nació en West Chester, Pennsylvania. Estudió derecho en la Universidad de Widener, donde vivía en un alojamiento universitario en el primer piso del Howell Hall. Creció hasta 2,29 m (7′ 6″). Las anomalías que provocaban su gran altura nunca fueron estudiadas.

### Carrera
Debido a su extrema altura, recibió ofertas para hacer de gigante en el cine, en películas como Bubble Boy, Big Fish, House of 1000 Corpses y The Devil's Rejects, y en series de televisión como Malcolm in the Middle, Charmed y Carnivàle. El libro Guinness de récords mundiales le dio los títulos de actor más alto, el dedo del pie más largo y los pies más grandes no causados por elefantiasis.
Apareció en el videoclip "Coma White" de Marilyn Manson, y en God Is In the T.V. También participó en un video musical de Blondie, el hit de 2003 "Good Boys".
Al momento de su muerte estaba interpretando a André the Giant en la película sobre la lucha libre Andre: Heart of the Giant.

### Muerte
Vivió en Sherman Oaks, California, junto a su novia, Melissa. El 9 de agosto de 2005, Matthew McGrory falleció por insuficiencia cardiaca a la edad de 32 años.

## Filmografía
| Año  | Título                    | Papel                           | Notas                                                                                |
| ---- | ------------------------- | ------------------------------- | ------------------------------------------------------------------------------------ |
| 2000 | The Dead Hate the Living! | Gaunt                           |                                                                                      |
| 2001 | Bubble Boy                | Sasquatch humano                |                                                                                      |
| 2001 | Malcolm In The Middle     | Extra, temporada 2, episodio 23 |                                                                                      |
| 2002 | Hombres de negro II       | Alienígena alto                 | (sin acreditar)                                                                      |
| 2003 | House of 1000 Corpses     | Tiny                            |                                                                                      |
| 2003 | Big Fish                  | Karl el Gigante                 |                                                                                      |
| 2003 | Charmed                   | Ogro                            |                                                                                      |
| 2004 | Big Time                  | Richard Blunderbore             |                                                                                      |
| 2004 | Planet of the Pitts       | Toto                            |                                                                                      |
| 2004 | Carnivàle                 |                                 |                                                                                      |
| 2005 | Constantine               | Demonio                         | (sin acreditar)                                                                      |
| 2005 | ShadowBox                 | Hort Willows                    |                                                                                      |
| 2005 | The Devil's Rejects       | Tiny                            |                                                                                      |
| 2007 | André: Heart of the Giant | André "The Giant" Roussimoff    | Papel incompleto; sus escenas fueron incluidas en los créditos como homenaje póstumo |
| 2007 | DarkPlace                 | Hort Willows                    |                                                                                      |